# Four Letter Word
Four Letter Word — второй сингл с альбома «Different Gear, Still Speeding» английской рок-группы «Beady Eye».

## О сингле
Песня вышла на альбоме в качестве заглавной композиции. Эксклюзивная премьера видеоклипа на песню состоялась 26 декабря 2010 на NME, а также на официальном сайте группы, в то время как версия на семидюймовой виниловой пластинке была издана ограниченным тиражом 17 января 2011. На обратной стороне винилового издания присутствует новая песня «World Outside My Room».
Название песни переводится как «слово из четырёх букв», «и что это за слово, в приличном обществе не разъясняют. И так всё понятно» (Звуки.Ру). Песня является своеобразным ответом всем скептикам и фанатам «Oasis», негативно воспринявшим творчество новой группы Лиама Гэллахера.

## Список композиций
| №  | Название                | Автор(ы)                            | Длительность |
| -- | ----------------------- | ----------------------------------- | ------------ |
| 1. | «Four Letter Word»      | Лиам Гэллахер, Гем Арчер, Энди Белл | 4:22         |
| 2. | «World Outside My Room» | Лиам Гэллахер, Гем Арчер, Энди Белл | 4:21         |

## Видеоклип
Эксклюзивная премьера видеоклипа на песню, режиссёрами которого стали Джулиан Хаус и Джулиан Гиббс, состоялась 26 декабря 2010 на NME.com. На видео присутствуют члены «Beady Eye» и участники их живых выступлений Джефф Вуттон и Мэтт Джонс, играющие перед публикой в неизвестном месте в Лондоне. Кадры с музыкантами перемежаются психоделическими изображениями. Выход клипа стал первым релизом песни, опередив аудиоверсию.

## Критика
Four Letter Word «восстановил веру в возможность поклонников новой группы Лиама Гэллахера быть услышанными Лиамом и Ко», пошатнувшуюся после первого вышедшего трека Bring the Light, получившего в целом тёплую реакцию, но который, однако, довольно сильно многими критиковался.